# ジョージ・ファン・ビースブルック
| 990 ヤーキス            | 1922年11月23日 |
| 993 モールトナ          | 1923年1月12日  |
| 1024 ヘール             | 1923年12月2日  |
| 1027 アイスクラピア     | 1923年11月11日 |
| 1033 シモーナ           | 1924年9月4日   |
| 1045 ミッチェラ         | 1924年11月19日 |
| 1046 エドウィン         | 1924年12月1日  |
| 1079 ミモサ             | 1927年1月14日  |
| (1270) Datura           | 1930年12月17日 |
| (1312) Vassar           | 1933年7月27日  |
| (1464) アーミスティシア | 1939年11月11日 |
| (2253) Espinette        | 1932年7月30日  |
| (2463) Sterpin          | 1934年3月10日  |
| (3211) Louispharailda   | 1931年2月10日  |
| (3378) Susanvictoria    | 1922年11月25日 |
| (3641) Williams Bay     | 1922年11月24日 |

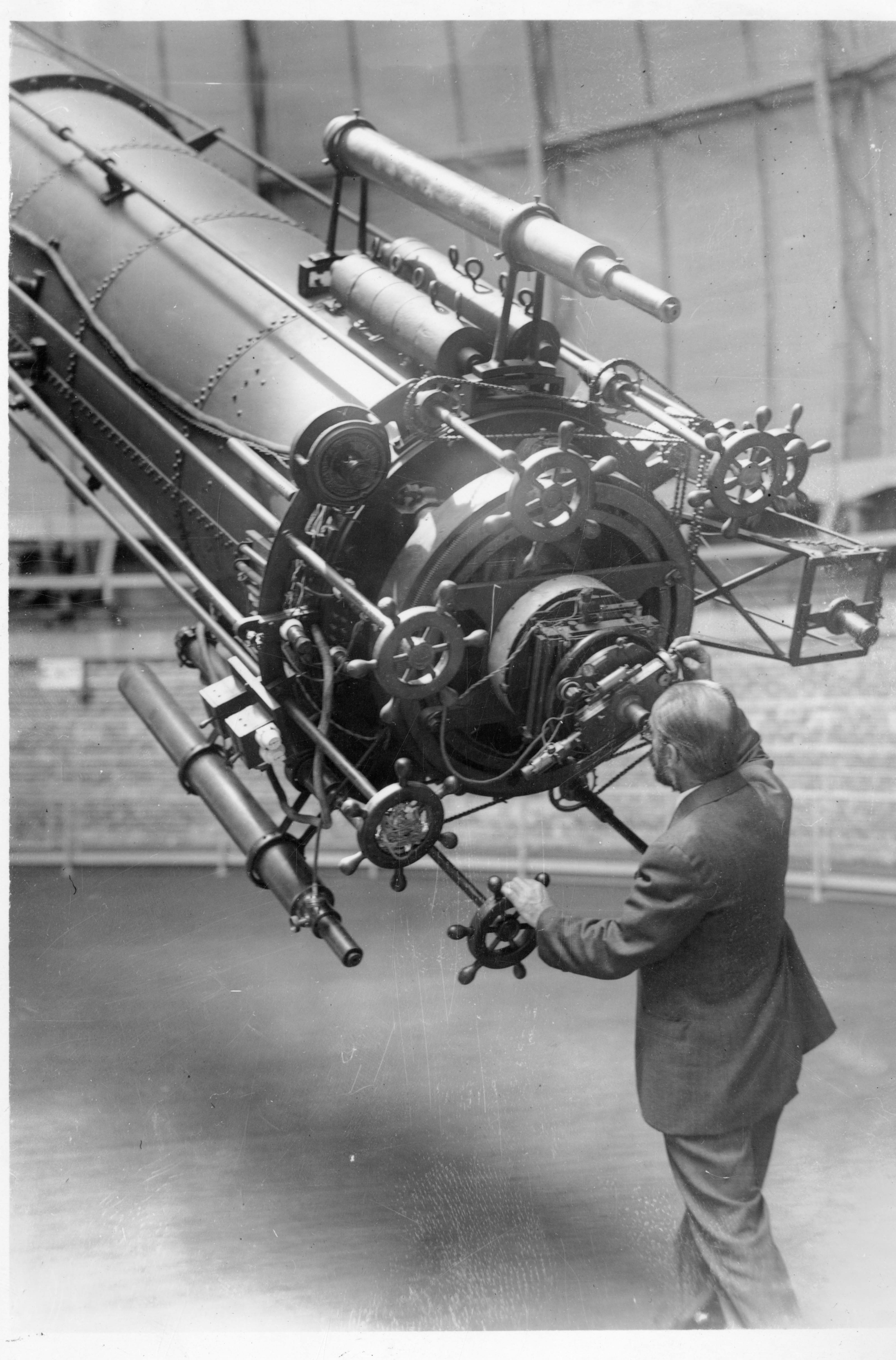
ジョージ・ファン・ビースブルック

ジョージ・ファン・ビースブルック（George A. Van BiesbroeckまたはGeorges-Achille Van Biesbroeck、1880年 1月21日 - 1974年2月23日）は、ベルギー生まれでアメリカ合衆国に移住した天文学者。
周期彗星 53P/ファン・ビースブルック彗星、非周期彗星 C/1925 W1 、C/1935 Q1を発見した他、16個の小惑星を発見した。
ベルギーの ヘントに生まれた。初め土木技術者になったが、1904年に仕事をやめ、ユックルのベルギー王立天文台の職員となった。
第1次世界大戦勃発後の1915年に家族と共にアメリカ合衆国に渡り、ヤーキス天文台で二重星、彗星、小惑星、変光星の観測を行った。1957年にジェームズ・クレイグ・ワトソン・メダルを受賞した。1945年にヤーキス天文台を65歳で退職するがその後も活動的で、1963年にツーソンの月惑星研究所(Lunar and Planetary Laboratory）に加わった。
小惑星(1781)ファン・ビースブルックはファン・ビースブルックを記念して命名された他、月のクレータに命名されている。赤色矮星 ファン・ビースブルック星 (Wolf 1055 AB)にも名前が残されている。
長年貢献した個人に贈られるジョージ・ファン・ビースブルック賞が1979年に創設され、1997年からアメリカ天文学会 (American Astronomical Society)に引き継がれた。